# Estação de Yenikapı
A Estação de Yenikapı é uma estação ferroviaria de Istambul, Turquia, situada junto à margem do Mar de Mármara, no bairro de Yenikapı, distrito de Fatih.
Atualmente (2010) está em construção um grande terminal de transportes públicos, que substituirá a estação existente e ligará a linha de metropolitano ligeiro que serve o Aeroporto Atatürk com o Metropolitano de Istambul e com o Marmaray, o túnel ferroviário que conecta as zonas europeia e asiática sob o Bósforo.
As obras do Marmaray foram atrasadas vários anos pela descoberta em novembro de 2004 do antigo Porto de Eleutério, que se revelou um dos maiores achados arqueológicos dos últimos tempos e atraiu a atenção de centenas de arqueólogos..O túmel acabou sendo inaugurado em outubro de 2013.